# Partito della Libertà e del Progresso
Il Partito della Libertà e del Progresso (in francese: Parti de la liberté et du progrès - PLP), o Partito per la Libertà e il Progresso (in olandese: Partij voor Vrijheid en Vooruitgang - PVV), fu un partito politico belga di orientamento liberale. Affermatosi nel 1962 dalla trasformazione del Partito Liberale, nel 1972 si scisse in due distinte formazioni:
- il Partito della Libertà e del Progresso, operativo in Vallonia e nella porzione francofona di Bruxelles, confluito nel 1979 nel Partito Riformatore Liberale;
- il Partito per la Libertà e il Progresso, operativo nelle Fiandre e nella porzione fiamminga di Bruxelles, destinato a dar vita, nel 1992, ai Liberali e Democratici Fiamminghi.

Nella comunità germanofona del Belgio, invece, nel 1961 era stato fondato il Partito per la Libertà e il Progresso.

## Storia
Il Partito della Libertà e del Progresso, nella sua compagine unitaria, si presentava come erede del Partito Liberale fondato nel 1846. Si caratterizzò per posizioni alquanto anticlericali e per una politica attenta nei confronti delle classi meno abbienti, in particolare quella operaia. Fino agli anni venti del Novecento il PL rappresentò la componente di "sinistra" della politica belga, contrapposta ai partiti di ispirazione cristiana. Dopo l'affermazione del movimento socialista durante gli anni venti i liberali si spostarono progressivamente verso il centro e cominciarono ad allearsi con i partiti conservatori.
A seguito della crisi legata alla decolonizzazione del Congo, nel 1961 il Partito Liberale cambiò nome e divenne Partito della Libertà e del Progresso. Alle elezioni del 1965 il partito quasi raddoppiò il suo tradizionale peso elettorale, superando il 20% dei consensi.
Al congresso del gennaio 1966 il partito adottò il cosiddetto "compromesso di Liegi" sulle tensioni tra fiamminghi e valloni. Il compromesso era stato accolto con soddisfazione dall'ala francofona del partito ma era stato attaccato da alcuni esponenti fiamminghi. Le crescenti tensioni comunitarie portarono alle elezioni anticipate del 1968. Il PLP/PVV impostò la campagna elettorale sulla difesa dell'unità nazionale. Il risultato elettorale fu buono ma inferiore alle aspettative dei dirigenti del partito. In particolare, il partito guadagnò consensi in Vallonia ma ne perse nelle Fiandre. Nei mesi seguenti si accentuarono le tensioni interne al partito tra francofoni e fiamminghi.
Nel 1969 l'ala fiamminga della federazione del PLP/PVV di Bruxelles uscì dal partito. Il 2 aprile 1969 venne stabilito che la federazione fiamminga e la federazione vallona del partito avrebbero potuto riunirsi separatamente, anche se venivano mantenuti gli organi a livello nazionale. Dopo la divisione del partito tra fiamminghi e francofoni nel voto del Senato sulla riforma istituzionale del giugno 1970 anche l'ala francofona della federazione del PLP/PVV di Bruxelles lasciò il partito, fondando il "Partito della libertà e del progresso della regione di Bruxelles", che poco dopo si divise a sua volta per via di divergenze sull'atteggiamento da tenere nei confronti dei Federalisti Democratici Francofoni.
Dopo la sconfitta alle elezioni del 1971 il Partito della libertà e del progresso si scisse definitivamente nei due tronconi, che tennero i loro congressi fondativi nel maggio 1972. Successivamente i due partiti si fusero con altre formazioni politiche: l'erede attuale del PLP/PVV in Vallonia è dunque il Partito Riformatore Liberale, nelle Fiandre i Liberali e Democratici Fiamminghi. L'erede del PLP/PVV nella comunità germanofona del Belgio, il Partito per la Libertà e il Progresso, sussiste tuttora.

## Presidenti
| Presidente                                                  | Periodo                            | Note |
| ----------------------------------------------------------- | ---------------------------------- | --- |
| Omer Vanaudenhove                                           | 8 ottobre 1961 – 8 giugno 1969     | Eletto l'8 ottobre 1961, rieletto il 23 gennaio 1966. Per motivi di salute, le funzioni di presidente di Vanaudenhove furono assunte dal 13 settembre 1968 al 7 gennaio 1969 da Norbert Hougardy, Emile-Edgard Jeunehomme e Willy De Clercq. |
| Norbert Hougardy, Emile-Edgard Jeunehomme e Willy De Clercq | 13 settembre 1968 – 7 gennaio 1969 | Presidenti facente funzione. |
| Pierre Descamps                                             | 8 giugno 1969 – 18 maggio 1972     | Eletto l'8 luglio 1969. Il 18 maggio 1972 è stato proclamato presidente confederale del PVV-PLP, una funzione simbolica senza un vero significato.                                                                                           |

## Risultati elettorali
| Elezione          | Voti      | %     | Seggi    |
| ----------------- | --------- | ----- | -------- |
| Parlamentari 1965 | 1.120.081 | 21,62 | 48 / 212 |
| Parlamentari 1968 | 1.080.894 | 20,87 | 47 / 212 |
| Parlamentari 1971 | 865.655   | 16,39 | 31 / 212 |